# Вагнер, Карл Эдвард
Карл Эдвард Вагнер (англ. Karl Edward Wagner, 12 декабря 1945, Ноксвилл — 13 или 14 октября 1994, Чапел-Хилл) — американский писатель, создававший произведения в жанрах хоррор и героического фэнтези, а также редактор и составитель серии антологий. Самый известный цикл произведений автора — «Кейн», состоящий из нескольких романов и множества рассказов.

## Биография
Родился в семье Обри Джозефа Вагнера (Aubrey Joseph Wagner) и Доротеи Хьюбер (Dorothea Huber), младший из четырёх детей (сестра и два брата). Его отец, выходец из семьи немецких иммигрантов, в 1960 году занял пост председателя совета директоров Управления ресурсами бассейна Теннесси.

### Образование
В 1963 Карл Вагнер с отличием окончил среднюю школу (Central High School) в Ноксвилле, что позволило ему получить стипендию для обучения в Kenyon College, который он окончил в 1967 году со степенью бакалавра по истории. После окончания колледжа поступает на медицинский факультет Университета Северной Каролины в Чапелл-Хилл, во многом благодаря тому, что в том же городе жил Мэнли Уэйд Веллман (по отзывам друзей, Карл Вагнер был большим поклонником творчества этого писателя).
Карл Вагнер окончил университет в 1974 году со степенью доктора медицины по нейробиологии.

### Творчество
В то же время издаются первые его произведения, роман «Паутина тьмы» в 1970 году (в сокращенном и изменённом виде) и сборник «Тень Ангела Смерти» в 1973 (появление которого прошло в тот момент незамеченным), законченная рукопись другого романа, «Кровавый камень» (писать который Вагнер начал ещё в школе, в 1960 году), была возвращена издателем.
«Кровавый камень» был издан в 1975 году Warner Paperback. На обложку была помещена иллюстрация Фрэнка Фразетты, созданная, что немаловажно, именно для этого произведения. С этого издания началась активная карьера Вагнера-писателя. Окончательно отказавшись от медицинской практики, он полностью посвящает все своё время и силы созданию новых произведений и поездкам на разнообразные конвенты, как американские, так и зарубежные. На встречах он заводит множество новых, очень полезных для себя знакомств. Так, благодаря новым связям, в 1977 году он становится редактором трёх книг о герое Роберта Говарда (ещё одного кумира) — Конане, и, кроме того, заключает контракт на создание серии романов, продолжающих два самых известных цикла этого автора, «Конан» («Дорога Королей», 1979) и «Бран Мак Морн» («Легион из Теней», 1976). О втором персонаже также должен был быть создан роман «Королева Ночи», но, по некоторым данным, он так и не был написан (сам автор в последнем интервью утверждал, что текст написан и сдан в издательство).

### Издательская деятельность и антологии
С 1972 по 1981 в издательстве «Каркоза Пресс» (Carcosa Press), созданном Вагнером и двумя его друзьями, Дэвидом Дрейком и Джимом Гросом, вышли четыре сборника, проиллюстрированных художниками известного журнала Weird Tales:
- Manly Wade Wellman, Worse Things Waiting (1973, ISBN 0-913796-00-X, твёрдый переплет + суперобложка, иллюстрации Ли Браун Кои (Lee Brown Coye))
- E. Hoffmann Price, Far lands other days (1975, ISBN 0-913796-01-8, твёрдый переплет + суперобложка, иллюстрации Джорджа Эванса (George Evans))
- Hugh B. Cave, Murganstrumm and Others (1977, ISBN 0-913796-02-6, твёрдый переплет + суперобложка, иллюстрации Ли Браун Кои)
- Manly Wade Wellman, Lonely Vigils (1981, ISBN 0-913796-03-4, твёрдый переплет + суперобложка, иллюстрации Джорджа Эванса)

Издательство оказалось убыточным и после выхода четвёртой книги прекратило свою деятельность. Как указывал Вагнер в интервью, читатели не желали тратить деньги на столь дорогостоящие высококлассные издания, и тираж гнил на складе.
В 1976 году Вагнер становится главным составителем антологии The Year’s Best Horror Stories (издание которой прекратилось после его смерти). А в период с 1987 по 1991 в издательстве Tor Books выходят три антологии классических «палповых» рассказов в жанрах «sword and sorcery» и «sword and planet» Echoes of Valor под его редакцией.
В 1980-х годах Вагнер постепенно отходит от жанра героического фэнтези и пишет хоррор-рассказы, действие которых происходит в современном ему мире, а нередко — прямо в его родном городе Ноксвилле (Where the Summer Ends (1980), Cedar Lane (1990)), в знакомой ему обстановке писательского конвента (Neither Brute Nor Human (1983), At First Just Ghostly (1988)) или закрытого медицинского учреждения (Into Whose Hands (1983)). Они выходят в тематических журналах и антологиях, затем собираются в два авторских сборника, In a Lonely Place (1983) и Why Not You and I? (1987) — оба выпущены в двух вариантах, в твёрдом и мягком переплете. Кроме того, в 1990 году вышла антология фантастических рассказов о врачах Intensive Scare, составленная Вагнером.

### Личная жизнь
Во время своих поездок Вагнер встречает ещё одного важного человека — Барбару Мотт (Barbara Mott), «чьим особым талантом было заставлять мужчин относиться к самим себе лучше», которая через некоторое время стала Барбарой Мотт Вагнер, единственной законной супругой писателя. Этот брак распался приблизительно в 1986 (или 1987) году из-за все усугублявшихся проблем Вагнера с алкоголем — начавшись с пары стаканов виски для отдыха в хорошей компании, они переросли в болезнь, приведшую в конце концов к смерти.

### Последние годы
В последние годы жизни отношения Карла Вагнера с крупными издателями усложнялись — писателю было все труднее выдерживать сроки контрактов, и он писал в основном для периодических журналов. К тому же он тяжело переживал ухудшение здоровья матери (перенёсшей серию инсультов) и отца (страдавшего болезнью Паркинсона) — его смерть в 1990 году стала тяжёлым потрясением для Вагнера.
Карл Вагнер умер в ночь с 13 на 14 ноября 1994 года в своем доме в Чапел-Хилл, вскоре после возвращения из очередной поездки в Лондон. Причиной смерти иногда указывается остановка сердца, часто — отказ внутренних органов (в частности — печени), а также «клещевая лихорадка». Не известно, проводились ли какие-то исследования, но многие из тех, кто был знаком с писателем, говорят, что он довел свой организм до плачевного состояния алкоголизмом и упорным нежеланием проходить какое-либо лечение.

## Кейн
Цикл, состоящий из трёх законченных романов, 5 повестей и 11 рассказов (собранных в два сборника) и одного стихотворения. Вагнер начал работу над ним ещё в средней школе, в 1960 году. Центральной фигурой является Кейн, антигерой (прототипом для которого послужил библейский Каин), обреченный своим создателем («безумным богом») на бессмертие за неповиновение. Произведения цикла можно разделить на две части: те, где действие происходит в родном мире героя, и те, где он перемещается в наш мир 80-х годов XX века. Границей между частями служит стихотворение «The Midnight Sun».

### Произведения цикла (внутренняя хронология)[15]
1. Глубинное течение/Сирена (Undertow, 1976)
2. Закат двух солнц/Последний из рода (Two Suns Setting, 1976)
3. Кровавый камень (Bloodstone, 1975)
4. Темная богиня/Муза тьмы (The Dark Muse, 1975)
5. Спой последнюю песню Вальдизи/Последняя песня (Sing a Last Song of Valdese, 1976)
6. Misericorde, 1983
7. Месть Линортиса/Отсрочка (Lynortis Reprise, 1974)
8. The Treasure of Lynortis, 1984 — ранний вариант Lynortis Reprise, написанный в 1961 году[16]
9. «Гнездо ворона»/Жертвоприношение (Raven’s Eyrie, 1977)
10. Поход Чёрного Креста (Dark Crusade, 1976)
11. Воспоминания о зиме моей души (Reflections for the Winter of My Soul, 1973)
12. Холодный свет (Cold Light, 1973)
13. Мираж (Mirage, 1973)
14. Паутина тьмы (Darkness Weaves with Many Shades/Darkness Weaves, 1970)
15. The Other One, 1977
16. The Gothic Touch, 1994
17. Midnight Sun, 1974
18. Lacunae, 1986
19. Deep in the Depths of the Acme Warehouse, 1994
20. Призрачное лицо (At First Just Ghostly, 1989)

Вагнер отрицал, что его произведения были вдохновлены «Конаном». В своей статье Once and Future Kane он указывает, в частности, что с первым произведением Говарда познакомился только в 1962 году. Главным произведением, вдохновившим его, автор называет роман «Мельмот Скиталец» Чарльза Метьюрина.
Первым был написан роман «Кровавый камень», но в печать первой попала «Паутина тьмы», написанная во время учёбы в колледже. В 1970 году рукопись купило издательство Powell Publication, специализировавшееся на порнографический литературе (и в тот момент расширявшее круг «интересов»). Конечно же, желание начинающего автора использовать в оформлении работы его друга, Джона Майера, было проигнорировано. Более того, было решено, что описываемый в книге герой должен быть внешне похож на выполненное штатным художником изображение («чернокожий воин в оранжевых стрингах»), но из-за невнимания редакторов, в некоторых главах описание осталось прежним. Так же текст был слишком длинным, и его решено было сократить примерно на треть — без консультации с автором были вырезаны случайные части произведения.
Кроме написанного Вагнер планировал создать ещё как минимум четыре произведения.
- Black Eden — роман должен был стать первой книгой в трилогии, рассказывающей о происхождении Кейна и его ранних путешествиях; не существует ни одного записанного отрывка этого произведения.
- In the Wake of the Night — вторая книга трилогии; отрывок был опубликован в сборниках Exorcisms and Ecstasies и Midnight Sun.
- At First Just Ghostly — роман должен был стать заключительным в трилогии; написанная пятая часть произведения стала повестью с тем же названием.
- The Midnight Sun — предположительно, сборник всех «современных» рассказов о Кейне.
- Kane — контракт на эту книгу был заключен в 80-х годах, но нет никакой информации о нём, кроме названия; возможно, это рабочее название для романа Black Eden.

### Русские издания
- «Ветер ночи», изд-ва «Азбука», «Терра», 1996 год, серия «Сага о бессмертных героях», ISBN 5-7684-0115-6
- «Паутина тьмы» («Поход чёрного креста», «Тень ангела смерти» и «Паутина тьмы»), изд-во «Азбука-классика», 2003 год, серия «Классика Fantasy. Коллекция», ISBN 5-352-00482-1
- «Кровавый камень» (роман «Кровавый камень» и новый перевод «Ветра ночи»), изд-во Азбука-классика, 2003 год, серия «Классика Fantasy. Коллекция», ISBN 5-352-00532-1

В серии «Сага о бессмертных героях» планировалось издание второго тома о Кейне, но книга так и не появилась в печати.
Кроме того в 2000 году была издана книга «Конан и морская ведьма», внешне имитирующая оформление серии «Сага о Конане» издательства «Северо-Запад». Заглавный роман некоего «Сэма Феллана» является на самом деле романом Вагнера «Паутина тьмы», где изменены имена и географические названия.

### Авторские сборники
- «Тень Ангела Смерти» (Death Angel’s Shadow, 1973)
- «Ветер Ночи» (Night Winds, 1978)
- In a Lonely Place (1984)
- The Book of Kane (1985)
- Why Not You and I? (1987)
- Exorcisms and Ecstasies (1997, вышел уже после смерти автора, дополненный статьями его коллег, друзей и близких)

### Романы
- «Паутина тьмы» (Darkness Weaves with Many Shades, 1970)
- The Other Woman (1973, под псевдонимом Kent Allard)
- «Кровавый камень» (Bloodstone, 1975)
- «Поход Чёрного Креста» (Dark Crusade, 1976)
- Legion from the Shadows (1976)
- «Дорога Королей»/«Конан-мятежник» (The Road of Kings, 1979)
- Killer (1985, в соавторстве с Дэвидом Дрейком)

### Рассказы и повести (издававшиеся на русском)
- «Воспоминания о зиме моей души» (Reflections for the Winter of My Soul, 1973)
- «Мираж» (Mirage, 1973)
- «Холодный свет» (Cold Light, 1973)
- «Месть Линортиса»/«Отсрочка» (Lynortis Reprise, 1974)
- «Палки» (Sticks, 1974)
- «Темная богиня»/«Муза тьмы» (The Dark Muse, 1975)
- «Глубинное течение»/«Сирена» (Undertow, 1976)
- «Закат двух солнц»/«Последний из рода» (Two Suns Setting, 1976)
- «Спой последнюю песню Вальдизи»/«Последняя песня» (Sing a Last Song of Valdese, 1976)
- «Возвращение Гора» (The Coming of Ghor, 1977, глава из романа «Воин снегов»)
- «Гнездо ворона»/«Жертвоприношение» (Raven’s Eyrie, 1977)
- «Патрон 22 Свифт» (.220 Swift, 1980)
- «Сверх всякой меры» (Beyond Any Measure, 1982)
- «Призрачное лицо» (At First Just Ghostly, 1989)
- «Кедровая улица» (Cedar Lane, 1990)
- «Одна ночь в Париже» (One Paris Night, 1992)
- «Под замком» (Locked Away, 1995)

## Награды
- 1974 — British Fantasy Award (Рассказ): «Палки» (Sticks, 1974)
- 1976 — British Fantasy Award (Рассказ): «Закат двух солнц» (Two Suns Setting, 1976)
- 1982 — British Fantasy Award, Особая премия (Special Award)
- 1983 — World Fantasy Award (Повесть): «Сверх всякой меры» (Beyond Any Measure, 1982)
- 1983 — British Fantasy Award (Рассказ): Neither Brute nor Human, 1983
- 1997 — Bram Stoker Awards (Авторский сборник): Exorcisms and Ecstasies, 1997

Так же Особая премия Британского Общества Фэнтези теперь носит имя Карла Эдварда Вагнера. Она вручается людям или организациям за особые заслуги перед жанром.

## Интересные факты
- Роман «Кровавый камень» Вагнер посвятил своему другу Джону Майеру: For John F. Mayer — Colleague and friend, Brother in infamy[24]. Последняя фраза, «собрат по бесчестью», была отсылкой к попытке Майера написать в школьные годы роман «Братья по бесчестью», в котором он сам, Вагнер и ещё трое их одноклассников были выведены в образе команды наёмных убийц.
- Фраза в начале романа «Кровавый камень» «Какие-то маленькие, покрытые мехом зверьки копошились в дуплах замшелых, давно рухнувших стволов» (Several Species of Small Furry Animals Grooving in a Cave with a Pict) отсылает к песне Pink Floyd с альбома Ummagumma.
- В том же «Кровавом камне» слова Кейна о том, что он «предпочел бы поболтаться в Жабьем Приюте и порадоваться жёлтому солнцу» (I’d far rather lounge around Toad Hall and partake of yellow sunshine.) приобретают несколько иное значение, если знать, что «желтым солнцем» называют ЛСД[25].
- Название сборника Why Not You and I? — строка из американской фолк-песни (Look Up And Down) This Long Lonesome Road; название повести из цикла о Кейне At First Just Ghostly — из песни A Whiter Shade of Pale группы Procol Harum; Blue Lady, Come Back — из Blue Lady, которая звучит во время одной из сцен.